# Pedicularis decorissima
Pedicularis decorissima är en snyltrotsväxtart som beskrevs av Friedrich Ludwig Diels. Pedicularis decorissima ingår i släktet spiror, och familjen snyltrotsväxter. Inga underarter finns listade i Catalogue of Life.